# Karl Schulze (roer)
Karl Schulze (født 5. marts 1988) er en tysk roer og dobbelt olympisk mester. 
Allerede som junior viste Schulze gode takter, da han var med til at vinde VM-sølv i dobbeltfireren i 2005, efterfulgt af guld året efter, og han vandt sølv ved U/23-VM i 2007. Som senior fik han sit første store resultat med VM-bronze i 2009 i dobbeltfireren, inden han i 2010 tog et år i singlesculler, hvor han blandt andet vandt EM-bronze. I 2011 var han tilbage i dobbeltfireren og med til at vinde VM-sølv.
Han repræsenterede Tyskland ved OL 2012 i London i dobbeltfireren, hvis besætning derudover bestod af Tim Grohmann, Philipp Wende og Lauritz Schoof (samme besætning, der havde vundet VM-sølv året forinden). Tyskerne vandt deres indledende heat og semifinale klart, og i finalen tog de hurtigt føringen, der nåede op på en bådlængde og sejr på over to sekunder ned til kroaterne på andenpladsen og Australien på tredjepladsen.
Schulze var også med til at vinde EM-guld i båden i 2013 samt VM-sølv samme år, og i 2014 blev det til bronze ved både EM og VM. I 2015 var han med til at vinde VM-guld i dobbeltfireren sammen med Wende, Schoof og Hans Gruhne.
Samme besætning skulle forsøge at genvinde det olympiske mesterskab i 2016 i Rio de Janeiro, men efter en skuffende tredjeplads i deres indledende heat måtte de ud i opsamlingsheat. Dette vandt de dog sikkert, og i finalen fik de fart i båden og sejrede med over et sekunds forspring til Australien på andenpladsen, mens Estland sikrede sig bronze.
De følgende år  var mindre succesfulde for den tyske dobbeltfirer, og Schulze måtte opleve, at tyskerne jævnligt nåede A-finalerne, men ikke vandt medaljer. Han var med ved OL 2020 (afholdt 2021) i Tokyo, og her blev det til en samlet ottendeplads.
Han arbejder ved siden af rokarrieren som politimand.